# Bertil van Boer
Bertil H. van Boer Jr. (* 2. Oktober 1952 in Tallahassee, Florida, USA, als Sohn eines Schweden und einer US-Bürgerin) ist ein amerikanischer Musikwissenschaftler, Violinist, Komponist und Dirigent und ist Professor Emeritus an der Western Washington University. 

## Leben
Er studierte an der University of California, Berkeley, Kalifornien (1974: Bachelor-Abschluss), an der University of Oregon, (1978: Master in Musikgeschichte). Weiter studierte er bei Cesar Bresgen Komposition am Salzburger Mozarteum. Nach einer Tätigkeit an der Cornell University, Ithaca, ging er an die Universität Uppsala in Schweden, wo er 1983 in Musikwissenschaft promoviert wurde. 
Das College of Fine Arts an der Wichita State University, (Kansas), das Conservatorio Nacional von Nicaragua, das Shasta College, Redding, Kalifornien, und die Brigham Young University, gehören ebenfalls zu seinen Stationen als Musikwissenschaftler, bevor er als Professor an das College of Fine and Performing Arts der Western Washington University berufen wurde. 
Derzeit ist er Dekan und Mitglied des Faculty Senate der Western Washington University.
Bertil van Boer ist verheiratet mit Margaret L. Fast.

## Themenschwerpunkte
Bertil van Boer ist Spezialist für die Musik des 18. Jahrhunderts. 
Bekannt wurde er vor allem als Herausgeber eines systematisch-thematischen Werkverzeichnisses der Kompositionen von Joseph Martin Kraus. Das VB-Verzeichnis zählt über 200 Nummern und in einem Anhang weitere 15 Addenda. (Vgl. unten: Veröffentlichungen). 
Van Boer beschäftigte sich darüber hinaus mit Komponisten wie Christoph Willibald Gluck, Wolfgang Amadeus Mozart und Joseph Haydn sowie einigen schwedischen Zeitgenossen, darunter Johan Helmich Roman und Johan Agrell. Zuletzt machte er in Deutschland den Komponisten und Musiker Ignacio de Jerusalem bekannt, der im 18. Jahrhundert in Südamerika lebte. 
Seine eigenen Kompositionen wurden in Schweden, Österreich, den USA und Nicaragua aufgeführt.
In Stuttgart hat er sich im Sommer 2006 für längere Zeit aufgehalten, da er als Herausgeber der Werke von Joseph Martin Kraus auch an der Vorbereitung der Uraufführung einer annähernd vollständigen, eingedeutschten Fassung der Oper Aeneas in Carthago (1781–1791) im Juli 2006 an der Staatsoper Stuttgart mitbeteiligt war.

## Kompositionen
- 1977: Oberatura Folklorica de la Purisima (Managua, Nicaragua)
- 1978: Konzert für Horn und Streicher
- 1999: Aphelion und Perihelion für Schlagwerk
- 2000: Pantomim-Ballett Troubadour's Tale
- 2004: Vier Lieder für Sopran, Violine und 3 Klarinetten

## Veröffentlichungen
- Die Werke von Joseph Martin Kraus. Systematisch-thematisches Werkverzeichnis.  Kungl. Musikaliska Akademien, Stockholm 1988.
- Dramatic Cohesion in the Music of Joseph Martin Kraus. Lewiston 1989 (Reihe: Studies in History and Interpretation of Music Bd. 15), ISBN 0-88946-440-5.
- (Hrsg.): Gustav III and the Swedish Stage. Opera, Theatre, and Other Foibles. Lewiston 1993 (Reihe: Studies in History and Interpretation of Music Bd. 40, ISBN 0-7734-9314-X)
- The Operas of Joseph Martin Kraus. In: Gustavian Opera – Swedish Opera, Dance and Theatre 1771–1809. Stockholm 1991, ISBN 91-85428-64-7.
- Gustavian Opera: An Overview. In: Gustavian Opera – Swedish Opera, Dance and Theatre 1771–1809. Stockholm 1991, ISBN 91-85428-64-7.
- Joseph Martin Kraus (1756–1792): a Systematic-thematic Catalogue of His Musical Works and Source Study. Pendragon, Stuyvesant/N.Y. 1998, ISBN 0-945193-69-6.
- The Case of the Circumstantial Meeting: Wolfgang Amadeus Mozart and Joseph Martin Kraus in Vienna. In: Eighteenth-Century Music. Cambridge 2004.
- The Musical Life of Joseph Martin Kraus. Letters of an Eighteenth-Century Swedish Composer. Bloomington 2014, ISBN 978-0-253-01274-6.

## Mitgliedschaften
- American Musicological Society (AMS) (seit 1978)
- International Musicological Society (seit 1986)
- Svenska Samfundet för Musikforskning (seit 1987)
- Lyrica Society for Word-Music Relations (seit 1992, derzeit Vizepräsident)
- Society for Eighteenth Century Music (seit 2000, derzeit Vizepräsident)
- Society for the Advancement of Scandinavian Studies (seit 1985)